# 번트 오크역
번트 오크 역(Burnt Oak)은 런던 북부의 번트 오크에 있는 런던 지하철의 역이다. 노던 선의 북부지선중 하나인 에지웨어 지선의 역 중 하나이며, 에지웨어 역과 콜린데일 역 사이에 있다.
역사는 건축가 스탠리 힙스가 설계하였으며, 1924년 10월 27일에 번트 오크 (와틀링)이라는 이름으로 개통했다. 부역명은 1950년 경에 사라졌다.